# Lucrezia Medicejská
Lucrezia Medicejská (14. února 1545, Florencie – 21. dubna 1561, Ferrara) byla členkou rodu Medici a v letech 1558 až 1561 sňatkem vévodkyní z Ferrary, Modeny a Reggia.
Provdala se za muže, který byl zamýšleným manželem pro její starší sestru Marii, která však zemřela ještě před svatbou, a Lucréziino manželství bylo krátké a nešťastné. Zemřela v šestnácti letech na plicní tuberkulózu, ale téměř okamžitě po její smrti se objevily zprávy, že byla na příkaz svého manžela otrávena. Toto podezření inspirovalo anglického básníka Roberta Browninga k vytvoření dramatického monologu ve verších "My Last Duchess (Má poslední vévodkyně)" (1842).

## Život

### Dětství
Lucrezia se narodila 14. února 1545 ve Florencii jako páté dítě a třetí dcera florentského vévody Cosima I. Medicejského (od roku 1569 toskánského velkovévody) a Eleonory z Toleda. Jejími prarodiči z otcovy strany byli známý kondotiér Giovanni dalle Bande Nere a Maria Salviati (vnučka Lorenza I. Medicejského). Prarodiči z matčiny strany byli neapolský král Pedro de Toledo y Zúñiga a Maria Osorio, 2. markýza z Villafranca del Bierzo. Lucrezia byla pojmenovaná po své prababičce Lucrezii Medicejské (matce Marii Salviati).
Stejně jako všechny děti medicejského vévodského páru obdržela Lucrezia dobré vzdělání a byla vychována podle španělského dvorního ceremoniálu, který dodržovala její matka. Dívkám z rodiny nebylo dovoleno opustit jejich komnaty bez povolení, které jim mohla udělit pouze duenna. Soukromě k nim byli kromě otce a bratrů pouštěni pouze starší zpovědníci.

### Manželství
Od jejího dětství její rodiče hledali vhodné nápadníky pro své dcery. V letech 1549 až 1550 bylo naplánováno, že se Lucrezia provdá za Dona Pedra de Aragona y Cardona, 3. vévodu z Montalto. V roce 1552 však byla Lucrezia zasnoubena s Fabiem Dal Monte, synovcem papeže Julia III., ale zasnoubení bylo zrušeno po papežově smrti v roce 1555.
V roce 1557 byl podepsán smír mezi Hekulem II. d'Este (který byl profrancouzský) a králem Filipem II. Španělským, a tak bylo rozhodnuto, že se Alfons d'Este, dědičný princ Ferrary, ožení s Marií Medicejskou, nejstarší dcerou Cosima I., španělského spojence. Marie však krátce na to zemřela a nahradila ji Lucrezia.
Proti sňatku mezi princem z rodu Este a princeznou z rodu Medici protestovala profrancouzská strana u ženichova dvora. Místo toho byly navrženy jako manželky pro ferrarského prince Markéta a Alžběta, sestra a dcera francouzského krále Jindřicha II. Velvyslanci, kteří přijeli do Florencie z Ferrary a kteří Lucrezii ještě neviděli, slyšeli zvěsti, které se záměrně šířily po Ferrarském dvoře, o jejím prostém vzhledu a špatném zdraví.
Nicméně, 13. dubna 1558 byla v Pise podepsána manželská smlouva, podle které nevěsta obdržela věno ve výši 200.000 zlatých scudiů. 11. května dal Alessandro Fiaschi, hlavní reprezentant z Ferrary, Lucrezii prsten na znamení zasnoubení. Tehdy viděli Lucrezii vyslanci poprvé a byli potěšeni princezniným vzhledem. Připadala jim jako dobře vychovaná a ctnostná dívka.
Alfons d'Este slavnostně vstoupil do Florencie 18. května 1558. 3. července byli čtyřiadvacetiletý Alfons a třináctiletá Lucrecia oddáni v kapli paláce Pitti (podle jiné verze v basilice Santa Maria Novella) biskupem z Cortoni, Giovanim Battistou di Simone Ricasoli. Na žádost své tchyně dědičný ferrarský princ souhlasil s oddálením svatební noci do doby, než Lucrezia dosáhne pohlavní dospělosti.
Podle ústní dohody mezi ním a jeho tchánem, které dosáhli při uzavření manželské smlouvy tři dny po svatbě, Alfons opustil Florencii. Odjel k francouzskému dvoru v Paříži, kterému slíbil splatit suverénní dluh vévodství Ferrara ve výši 300 000 dukátů. Lucrezia, navzdory pozvání svého tchána k přestěhování do Ferrary, zůstala na žádost své matky ve Florencii, kde čekala až pro ni přijede její manžel.
Společně se svou starší sestrou Isabelou nová dědičná princezna Ferrary nadále žila v komnatách paláce Pitti, izolovaná od zbytku světa. Lucrezia se do svého manžela zamilovala, on k ní byl však lhostejný. Její četné dopisy často nechával bez odpovědi. Během čekání na Alfonsa Lucrezia téměř nic nejedla a málo mluvila, každý den se za manžela dlouho modlila při ranní bohoslužbě. Dědičná princezna zoufale chtěla odejít z péče přísné matky a žít nezávislý život.
Po nějaké době vyjádřil Cosimo I. svému zeti nespokojenost se způsobem, jakým oddaluje návrat k manželce. Teprve po smrti Herkula II. 3. října 1559, když se Alfons stal vévodou z Ferrary, Modeny a Reggia jako Alfons II., opustil Francii a přijel si pro manželku. 17. února 1560 Lucrezia slavnostně vstoupila do Ferrary.

### Okolnosti její smrti
Ve Ferraře trávila již tak křehká vévodkyně téměř všechen čas ve svých pokojích. Méně než rok po svém příjezdu do vévodství, 21. dubna 1561, zemřela po měsíci horečky, těžkém úbytku na váze, neustálému kašli a trvalému krvácení z nosu. Podle Dr. Andrea Pascvaliho, kterého k vévodkyni poslal její otec z Florencie, byl její manžel po celou dobu Lucreziiny nemoci znepokojen jejím zdravotním stavem. Pitva téhož lékaře odhalila, že vévodkyně zemřela na „hnilou horečku“; moderní historikové věří, že příčinou její smrti byla plicní tuberkulóza. Navzdory tomu se po její smrti objevily zprávy o tom, že byla otrávena.
Lucrezia byla pohřbena v opatství Corpus Domini, rodovém mauzoleu rodu Este ve Ferraře. Její manželství s Alfonsem II. zůstalo bezdětné a ovdovělý vévoda se následně ještě dvakrát oženil: v roce 1565 s rakouskou arcivévodkyní Barborou Habsburskou a v roce 1579 s Markétou Gonzagovou. Obě manželství byla bezdětná. Po Alfonsově smrti se stalo vévodství Ferrara součástí Papežského státu a vévodství Modena a Reggio zdědil Alfonsův synovec Cesare d'Este, potomek nemanželské linie rodu Este.